# گلوله‌باران استپاناکرت
گلوله‌باران استپاناکرت (به انگلیسی: Shelling of Stepanakert)، توسط نیروهای مسلح جمهوری آذربایجان یک ماه طول کشید و اهداف غیرنظامی این شهر، پایتختِ جمهوری قره‌باغ کوهستانی، (نیز در سال ۱۹۹۱ و ۱۹۹۲ میلادی)، به صورت عمدی بمباران شد. این عملیات جنگی باعث تخریب وسیع و مرگ بسیاری از غیرنظامی‌های ارمنی شهر شد.
بر اساس گزارش‌های دیدبان حقوق بشر، نیروهای آذربایجانی و ارمنی به بمباران شهرها و روستاها دست زدند، و از گلوله‌باران در عملیات استفاده کردند. دیده بان حقوق بشر گزارش کرد که شهرهای خوجالی و شوشی پایگاه‌های اصلی بودند که نیروهای مسلح جمهوری آذربایجان برای بمباران استپاناکرت استفاده کردند. گلوله‌باران کور، تیراندازی توسط تک تیراندازها و حملات هوایی، صدها غیرنظامی را کشت و معلول کرد، خانه‌ها، بیمارستان‌ها، کودکستان‌ها، و مناطق دیگری که از لحاظ قانونی جزء اهداف نظامی محسوب نمی‌شوند ویران شد، و در کل جمعیت غیرنظامی در وحشت زندگی می‌کردند. بر اساس گفتهٔ مرکز یادبود دفاع از حقوق بشر، نواحی مسکونی خانکندی و شوشی با استفاده از توپخانه و راکت اندازها مدام گلوله‌باران شدند. میزانِ تخریب و تلفات در استپاناکرت بیشتر از شوشی بود. علت این موضوع شاید، ارتفاع کم استپاناکرت و شدت بسیار بیشتر گلوله‌باران نسبت به شوشی بود، زیرا آذربایجان به مخزن مهمات اتحاد جماهیر در شهر آغدام و دیگر مناطق دست یافت که بیش از ۱۱۰۰۰ واگن پر از راکت (از جمله راکت‌های مخصوصِ ب‌ام-۲۱ گراد) بود.
در ۸ و ۹ می ۱۹۹۲، بمباران کور مناطق غیرنظامی بعد از فتح شوشی توسط واحدهای ارتش ارمنستان پایان یافت.

## گلوله‌باران استپاناکرت

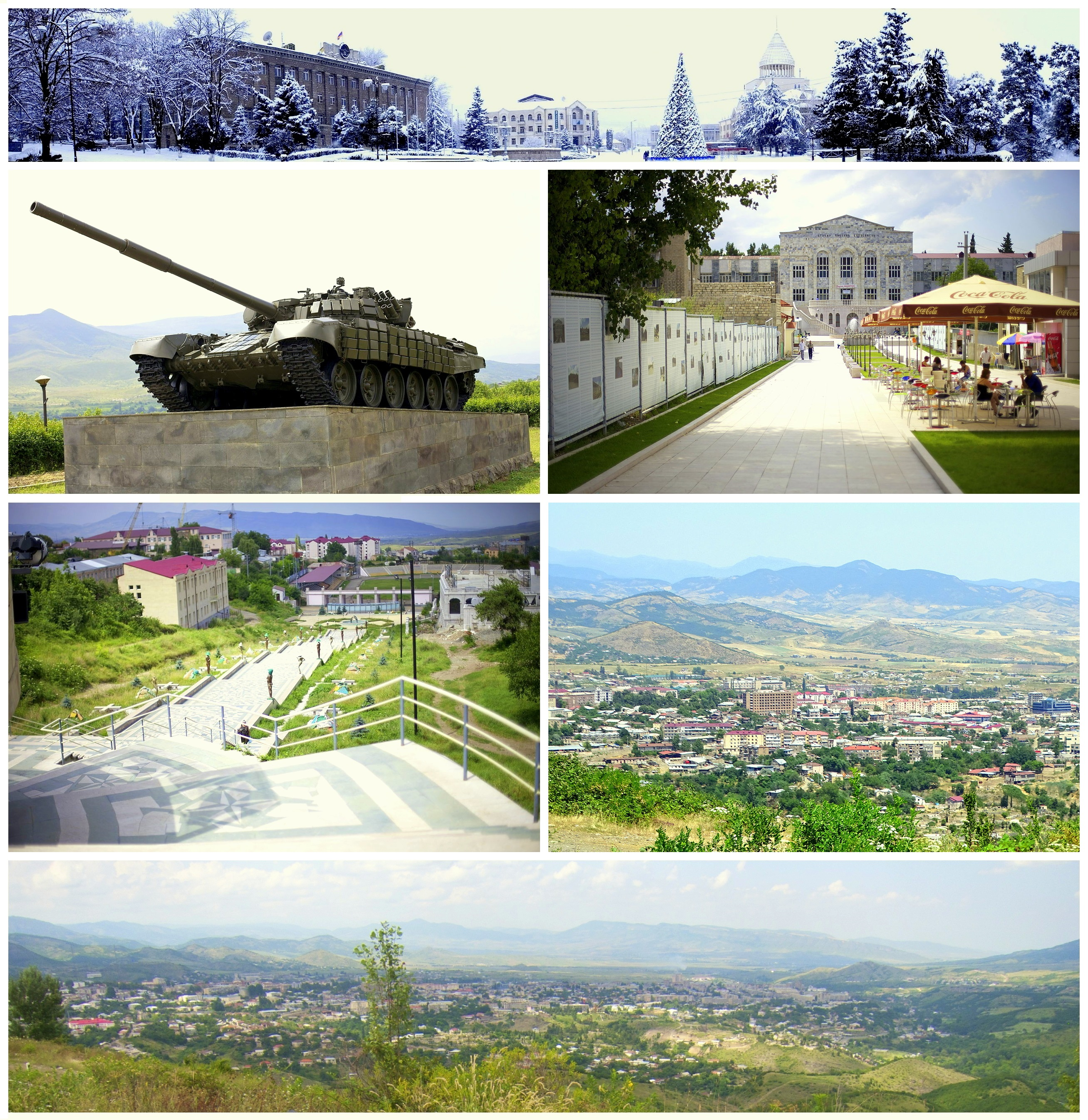
استپاناکرت

در طول زمستان ۱۹۹۱–۱۹۹۲ میلادی استپاناکرت توسط نیروی هوایی و توپخانه جمهوری آذربایجان بمباران شد. در مه ۱۹۹۲ میلادی زمانی که دیدبان حقوق بشر از شهر بازدید می‌کرد، شهر به‌طور مداوم مورد هدف توپخانه قرار می‌گرفت. بر اساس گزارش دیدبان حقوق بشر در ماه مه خسارت شدیدی بر شهر وارد شده بود و تنها در ۲۲ و ۲۴ اوت حداقل ۴۰ غیرنظامی کشته و ۱۰۰ نفر دیگر زخمی شده بودند. بر طبق گزارش بارونس کارولین کاکس هر روز ۴۰۰ موشک گراد به شهر برخورد می‌کرد.
از دیدگاه جغرافیایی شهرهای خوجالی و شوشی موقعیت مناسبی برای نیروهای آذری به وجود آورده بود که به راحتی بتوانند شهر استپاناکرت را مورد هدف قرار دهند. اوج بمباران شهر در تاریخ ۱۰ ژانویه ۱۹۹۲ میلادی آغاز شد که به مدت ۴ ماه به طول انجامید. سلاح‌های استفاده شده برای بمباران شهر کاتیوشا و ب‌ام-۲۱ گراد بود که بیشتر مناطق غیرنظامی مانند بیمارستان‌ها، مدارس و خانه‌های مسکونی را مورد هدف قرار می‌دادند.
در ماه مه ۱۹۹۲ نیروهای آذری از طریق شهر شوشی با موشک گراد استپاناکرت را بارها مورد حمله قرار می‌داد. علاوه بر بمباران شهر استپاناکرت، شهرهای گوریس و کاپان هم بمباران شدند و صدها غیرنظامی کشته و زخمی شدند و مناطق غیرنظامی بسیاری آسیب جدی دیدند.
«آزای کریم اف سربازِ آذری» در خاطرات خود می‌نویسد:
«همه می‌توانند، بعد از شب بعد از عیاشی، با خماری از خواب بیدار شوند، پشت راکت انداز بنشینند و بدون هیچ هدفی، و بدون هیچ هماهنگی به استپاناکرت شلیک، شلیک، و شلیک کنند».
بمباران روزانهٔ آذربایجانی‌ها توسط راکت اندازها و حملات به گوریس و کاپان منجر به مرگِ هزاران غیرنظامی، و تخریب وسیع ساختمان‌ها شد. تا زمان تصرفِ شوشی در ۸ می ۱۹۹۲، مرتب به سمت استپاناکرت، آتشباری می‌شد.
در ۲۱ می ۱۹۹۲، روزنامهٔ شیکاگو تریبون نوشت:
«بعد از شش ماه بمباران روزانه توسط موشک‌های آذربایجانی، میزان آسیبی که به این شهر تک افتاده (با ۷۰۰۰۰ ساکن ارمنی) رسیده است بسیار ترسناک است. تقریباً در تمام ساختمان‌ها، حفره‌های زشت و سیاهی ایجاد شده است. آب، و برق قطع است، و خبری از سوخت یا مواد غذایی نیست».

### گزارش دیدبان حقوق بشر
یک هیئت از دیده بان حقوق بشر در دو روز اقامت در شهر گزارش داده بود که شهر به‌طور مداوم توسط نیروهای جمهوری آذربایجان مورد حمله قرار می‌گیرد. خسارت‌های گسترده‌ای به بیمارستان‌ها و مدارس و ساختمان‌های شهر وارد شده‌است. در گزارش دیده بان حقوق بشر آمده است که «اهداف غیرنظامی مانند، شهر استپاناکرت پایتخت آرتساخ و روستاها و شهرهای دیگر ارمنی مورد گلوله‌باران و تک تیراندازان قرار گرفته است و بسیاری از ساکنین شهر کشته یا معلول شدند. مکان‌های غیرنظامی توسط نیروهای جمهوری آذربایجان مورد حمله قرار گرفته و محکوم، غیرقانونی و نامشروع می‌باشد.»

## گزارش روزنامه نگاران
خبرنگار انگلیسی «وانوربنت» و روزنامه‌نگار «وادیم برکین» و روزنامه نگاران (روزنامه مونترال)، «عباس مالک» و «آناندام کاووری» دربارهٔ گلوله‌باران استپاناکرت نوشته‌اند: «در شهر بلندترین صدا، صدای شکستن و خرد شدن شیشه‌های خانه‌ها بود. ساختمان‌های بلند تبدیل به مخروبه شده بودند و تقریباً بر روی بسیاری از خانه‌ها اثری از آسیب جنگ دیده می‌شد. در شهر هیچ مغازه‌ای باز نبود برق و تلفن قطع بود نه پست خانه‌ای بود و نه پول نقدی. (وانوربنت)» «در یک زیر زمین خانه‌ای که فقط با یک اجاق گاز گرم می‌شد پناه گرفته بودیم. صبح هنگام استپاناکرت به طور وحشتناکی سرد بود. وقتی از پله‌های زیر زمین بالا می‌رفتیم نمی‌دانستیم که اثری از خانه باقی مانده است یا خیر.(وادیم برکین)» «در هنگام خواندن دعای صبح بودیم که یک بمب توسط سوخو-۲۵ نزدیکی کلیسا برخورد کرد. مسیح ما را نجات داد. (عباس مالک و آناندام کاووری)»